# Список высших учебных заведений Ульяновской области
В список высших учебных заведений Ульяновской области включены образовательные учреждения высшего и высшего профессионального образования, находящиеся на территории Ульяновской области и имеющие действующую лицензию на образовательную деятельность. Список вузов приведён в соответствии с данными сводного реестра лицензий, в список филиалов включены организации, участвовавшие в мониторинге Министерства образования и науки Российской Федерации 2017 года. По состоянию на 18 июля 2017 года в Ульяновской области действующую лицензию имели 5 вузов и 7 филиалов.
Филиалы вузов, головные организации которых находятся в иных субъектах федерации, сгруппированы в отдельном списке. Порядок следования элементов списка — алфавитный.

## Список высших образовательных учреждений
| Название                                                  | Категория       | Статус      | Год основания | Месторасположение | Число студентов |
| --------------------------------------------------------- | --------------- | ----------- | ------------- | ----------------- | --------------- |
| Ульяновская государственная сельскохозяйственная академия | государственный | академия    | 1943          | Ульяновск         | 4389            |
| Ульяновский государственный педагогический университет    | государственный | университет | 1932          | Ульяновск         | 7796            |
| Ульяновский государственный технический университет       | государственный | университет | 1957          | Ульяновск         | 7126            |
| Ульяновский государственный университет                   | государственный | университет | 1988          | Ульяновск         | 9521            |
| Ульяновский институт гражданской авиации                  | государственный | институт    | 1935          | Ульяновск         | 3362            |

## Список филиалов высших образовательных учреждений
| Название | Категория         | Статус      | Год основания | Месторасположение | Месторасположение головной организации | Число студентов |
| --- | ----------------- | ----------- | ------------- | ----------------- | -------------------------------------- | --------------- |
| Димитровградский инженерно-технологический институт (филиал Национального исследовательского ядерного университета «МИФИ»)             | государственный   | институт    | 2011          | Димитровград      | Москва                                 | 1163            |
| Инзенский филиал Ульяновского государственного университета                                                                            | государственный   | университет |               | Инза              | Ульяновск                              | 140             |
| Поволжский казачий институт управления и пищевых технологий (филиал Московского государственного университета технологий и управления) | государственный   | институт    | 2008          | Ульяновск         | Москва                                 | 565             |
| Технологический институт (филиал Ульяновской государственной сельскохозяйственной академии)                                            | государственный   | институт    | 2000          | Димитровград      | Ульяновск                              | 1280            |
| Ульяновский филиал Российской академии народного хозяйства и государственной службы                                                    | государственный   | академия    | 1998          | Ульяновск         | Москва                                 | 1058            |
| Ульяновский филиал Современной гуманитарной академии                                                                                   | негосударственный | академия    |               | Ульяновск         | Москва                                 |                 |
| Филиал в Ульяновске Института международного права и экономики имени А. С. Грибоедова                                                  | негосударственный | институт    | 1995          | Ульяновск         | Москва                                 |                 |